# Vojenský hřbitov (Podhrad)
Vojenský hřbitov v Podhradě u Chebu se nachází na jihovýchodě obce mezi ulicí Všebořská a železniční tratí. Leží v mírném svahu a rozlohu má přibližně 4 000 m².

## Historie
Hřbitov byl založen na konci jara roku 1915 v již zaniklé obci Velká Všeboř. Původní plocha 300 m² byla ohraničena laťkovým plotem a vysazeným stromovým porostem. Hřbitov se dělil podle plánů na pět sektorů podle náboženství, v průběhu války zůstaly pouze sektory dva – pravoslavný a muslimský.
Hřbitov byl postupně rozšiřován, hroby na něm byly řazeny v dlouhých řadách. Opatřeny byly nápisovou deskou, umístěnou na kamenném soklu s půlměsícem, nebo běžnou kamennou stélou. Později byly hroby označeny pouze dřevěným křížem se jménem na cedulce. V létě 1915 zde bylo pohřbeno 7 Rusů, roku 1918 již 420 Rusů, 46 Italů, a 220 zajatců islámského vyznání.

### Pomníky
Roku 1917 získal hřbitov dva žulové pomníky od chebského sochaře Karla Wilfera mladšího (1879–1932).
První pomník
Muslimský pomník měl podobu hrubě tesaného monolitu, který byl ukotven na základně z přitesaných kvádrů a zakončen turbanem. Jeho pohledovou stranu zdobil reliéfní půlměsíc s hvězdou a arabský citát z koránu: „Žádná duše není smrti ušetřena“. Pod tímto nápisem se nacházel text v ruštině a tatarštině: „Souvěrci věnují svým kamarádům zemřelým v zajetí“ a na nápisové desce v němčině: „Věnováno ruskými Mohamedány zajatými ve válce“ .
Druhý pomník
Pravoslavný pomník tvořila stéla, ze které vystupoval mohutný ortodoxní kříž s Kristovým monogramem v ruštině I.N.Z.I.: „Ježíš Nazaretský car Judejský“ doplněný pamětním nápisem: „Na věčnou památku zde v Pánu odpočívajících“ a věnováním v němčině a gruzínštině.

### Zajatecký tábor
Zajatecký tábor byl založen v únoru 1915 u vojenského chebského cvičiště při silnici na Podhrad. V areálu se nacházely dřevěné objekty ubytovny, umývárny, dezinfekční objekty, prádelny, pekárny, krejčovské a truhlářské dílny. Tábor měl vlastní elektrické osvětlení a vodovod. Od okolí byl oddělen dvoumetrovým drátěným plotem, který byl zesílen strážními věžemi. Ubytováno zde bylo 800 mužů ostrahy, důstojníků a lékařů.
Drženi v zajetí zde byli převážně ruští vojáci všech etnik a subetnik (Baškirové, Kumykové, Nogajci, Čeremisové (Marijci), Avarci nebo Krymští Romové). Protože většinu z nich tvořili muslimové, byla v táboře postavena mešita s vysokým minaretem. Prvních 400 zajatých vojáků z ruské fronty přijelo 24. března 1915. Během války zde bylo internováno na 10 000 mužů, kromě Rusů také vojáci ze Srbska, Slovinska, Chorvatska nebo Černé Hory. Zajatci vykonávali pomocné práce v zemědělství a stavebním průmyslu. Po uzavření brestlitevského míru začaly transporty od srpna 1918 odvážet vojáky zpět do vlasti. Tábor postupně zanikl.

### Po roce 1918
Roku 1926 byly exhumovány na žádost Království Srbů, Chorvatů a Slovinců ostatky 87 Srbů, 1 Černohorce a 1 Bosňáka a převezeny k pietnímu uložení v nově zbudovaném mauzoleu v Jindřichovicích. Koncem druhé světové války bylo na podhradském vojenském hřbitově pohřbeno 13 sovětských zajatců.

### Po roce 1989
Hřbitov byl roku 2009 revitalizován za přibližně 1 milion korun. Město Cheb získalo dotaci ve výši 867 tisíc korun od Ministerstva vnitra ČR. Opraveny byly pomníky, náhrobky a oplocení hřbitova, ošetřeny byly stávající stromy a vysazeny nové duby v aleji.